# Terua vallicola
Terua vallicola là một loài rau đậu thuộc họ Fabaceae.
Nó chỉ được tìm thấy ở Honduras.